# (464486) 2016 BY62
(464486) 2016 BY62 es un asteroide perteneciente al cinturón de asteroides, descubierto el 26 de enero de 2007 por el equipo Spacewatch desde el Observatorio Nacional de Kitt Peak (Arizona, Estados Unidos).